# 85-ös busz (Budapest)
A budapesti 85-ös jelzésű autóbusz Kőbánya-Kispest és az Örs vezér tere között közlekedik. A vonalat a Budapesti Közlekedési Zrt. üzemelteti. A vonal érinti az M2-es és az M3-as metróvonalat, valamint Kőbánya felső vasútállomás közelében is van megállója az Élessaroknál.

## Története
A járat 1965. július 5-én indult a Pataki István tér (ma Szent László tér) és a Harmat utcai lakótelep között, Harmat utca - Kada utca - Sörgyár utca - Téglavető utca - Harmat utca útvonalon, körjáratként. 1970. április 3-án a M2-es metróvonal átadásával az Örs vezér terére helyezték át a végállomását, eredeti útvonalán 1970. november 16-án indult a 85Y jelzésű busz. 1976. május 3-án meghosszabbították az Újhegyi lakótelep, Tavas utcáig, amit a Kada utca - Sörgyár utca - Sibrik Miklós út - Mádi utca - Tavas utca - Harmat utca - Sibrik Miklós út - Maglódi út útvonalon ért el, körjáratként. Eredeti útvonalán elindult a 85A jelzésű betétjárat, ami a járat csuklósításáig, 1979. április 30-áig közlekedett. 1977. július 1-jén 85-ös jelzéssel gyorsjárat is indult az Örs vezér tere és az Újhegyi lakótelep között. 1980. március 30-án a Kőbánya-Kispest metróállomásig hosszabbították, majd 1987-ben a 85-öst is. 1983-ban Kőbánya-Kispest felé már végig a Harmat utcán közlekedett a korábbi Kada utca - Mádi utca - Lavotta utca kitérő helyett, ezzel a vonal elérte mai útvonalát.
A 2008-as paraméterkönyv bevezetése után vegyesen közlekednek Ikarus 280-as, Ikarus 435-ös és Volvo 7700A típusú buszok. 2008-ban összehangolták a 185-ös busszal és így 12 percenként indulnak a végállomásokról. A 85-ös busz a 85E jelzést kapta. 2009. augusztus 22-től újra 10 percenként jár a 85-ös  busz, a 185-ös busz csak 15 percenként közlekedik. Azóta hétköznapokon csúcsidőben a 85E-vel összehangolt a követése. 2006-ban majdnem teljesen Volvo 7700A buszok közlekedtek, mindössze néhány Ikarus 280-as jármű volt a vonalra kiadva.
2008. december 28-ától a KöKi Terminál bevásárlóközpont építési munkálatai miatt megszűnt a Kőbánya-Kispestnél lévő autóbusz-végállomás, helyette a buszok a korábbi P+R parkoló helyén kialakított ideiglenes végállomásra érkeztek. 2011. június 21. és október 3. között, az M3-as metróvonal Kőbánya-Kispest állomásának átépítése miatt a metróra való közvetlen átszállás érdekében, a Határ útig meghosszabbított útvonalon közlekedett. Az új autóbusz-végállomás elkészültével, október 4-étől ismét csak Kőbánya-Kispestig közlekedik.
2010. március 1. és 2015. március 13. között[forrás?] reggel 85G jelzéssel a Dél-pesti autóbuszgarázsból munkanapokon indult egy járat 3.46-kor, amely érintette a 36-os, 136E vonalát, majd Kőbánya-Kispesttől haladt tovább a 85-ös vonalán. Újhegyen azonban nem érintette a Bányató utca – Tavas utca – Harmat utca útvonalat, ehelyett a Sibrik Miklós úton haladva érte el a Mádi utcai megállót. Az útba eső valamennyi megállóhelyen megállt.
2020. november 10-étől az új Fehér úti buszsáv elkészültével nem érinti a Fehér úti ipari park megállóhelyet Kőbánya-Kispest felé. 2022. augusztus 6-ától a buszok az Örs vezér tere felé sem érintik a megállót.
2022. június 11-étől hétvégente és ünnepnapokon, 2025. május 5-étől pedig munkanapokon 20 óra után is az autóbuszokra kizárólag az első ajtón lehet felszállni, ahol a járművezető ellenőrzi az utazási jogosultságot.

## Útvonala
| Örs vezér tere felé |
| Kőbánya-Kispest M vá. – Lehel utca – Bekötő út – felüljáró – Sibrik Miklós út – Bányató utca – Tavas utca – Harmat utca – Sibrik Miklós út – Mádi utca – Gitár utca – Harmat utca – Kőrösi Csoma Sándor út – Dreher Antal út – Élessarok – Fehér út – Örs vezér tere M+H vá. |
| Kőbánya-Kispest felé |
| Örs vezér tere M+H vá. – Fehér út – Élessarok – Kőrösi Csoma Sándor út – Harmat utca – Tavas utca – Bányató utca – Sibrik Miklós út – felüljáró – Vak Bottyán utca – Lehel utca – Kőbánya-Kispest M vá.                                                                      |

## Megállóhelyei
| 0  | Kőbánya-Kispest M végállomás               | 24 | 68, 85E, 93, 93A, 98, 98E, 132E, 136, 148, 151, 182, 182A, 184, 193E, 200E, 202E, 268, 282E, 284E 575, 576, 577, 578, 580, 581 S21 S36 G43 S50 G50 Z50 IC, sebesvonat, gyorsvonat, expresszvonat P+R (KöKi Terminál) P+R (Kőbánya-Kispest) | Autóbusz-állomás, Metróállomás, Vasútállomás, Volánbusz-állomás                                      |
| 1  | Felüljáró (Gyömrői út) (↓) Felüljáró (↑)   | 22 | 68, 98, 98E, 151, 217, 217E, 268 | |
| 3  | Gergely utca (Sibrik Miklós út)            | 20 | 68, 117, 268 | LIDL áruház                                                                                          |
| ∫  | Gőzmozdony utca                            | 19 | 68, 268 | Family Center, Penny market                                                                          |
| 5  | Bányató utca                               | 17 | 85E | |
| 7  | Mélytó utca                                | 16 | 85E, 117 | |
| ∫  | Tavas utca                                 | 15 | 68, 85E, 117, 268 | Spar áruház, Iskola, Óvoda, Gimnázium, Szakorvosi rendelő                                            |
| 8  | Újhegyi sétány                             | 14 | 68, 85E, 117, 185, 268 | Spar áruház, Iskola, Óvoda, Gimnázium, Szakorvosi rendelő                                            |
| 9  | Sibrik Miklós út                           | ∫  | 68, 85E, 185, 268 | |
| 11 | Mádi utca                                  | ∫  | 85E, 185 | Iskola, Zrínyi Miklós Gimnázium, Óvoda                                                               |
| ∫  | Sibrik Miklós út                           | 13 | 85E, 185 | |
| 12 | Lavotta utca                               | 12 | 85E, 185 | |
| 13 | Kada utca                                  | 11 | 85E, 95, 185, 195 | |
| 14 | Kocka utca                                 | ∫  | 185 | |
| ∫  | Szlávy utca                                | 10 | 185 | |
| 15 | Téglavető utca                             | ∫  | 185 | |
| 17 | Csősztorony                                | 9  | 185 | |
| 17 | Ihász utca                                 | 8  | 185 | |
| 19 | Kőrösi Csoma Sándor út (↓) Harmat utca (↑) | 6  | 162, 185, 262 3, 28, 28A, 62, 62A | Szent László Gimnázium                                                                               |
| 21 | Élessarok                                  | 4  | 161, 161A, 162, 168E, 262 3, 28, 28A, 37, 37A, 62, 62A | |
| 23 | Terebesi utca                              | 2  | 161, 161A 3, 62, 62A | |
| 26 | Örs vezér tere M+H végállomás              | 0  | 10, 31, 32, 44, 45, 67, 85E, 97E, 131, 144, 161, 161A, 161E, 168E, 169E, 174, 176E, 231, 244, 276E, 277 80, 81, 82, 82A 3, 62, 62A 410, 419, 430, 440, 441, 484, 485, 486, 505, 508, 509, 510 1040, 1049, 1070, 1075, 1077, 1078           | Metróállomás, HÉV-állomás, Autóbusz-állomás, SUGÁR Üzletközpont, Árkád bevásárlóközpont, IKEA áruház |